# Osvaldo Potente
Osvaldo Rubén Potente (Buenos Aires, 16 novembre 1951) è un ex calciatore argentino, di ruolo centrocampista.

## Carriera

### Club
Durante la breve parentesi in Bolivia ha vinto un titolo e una coppa nazionale.

### Nazionale
Ha preso parte a tre incontri della Nazionale argentina tra il 1972 e il 1974.